# Aleksander: Bitwa newska
Aleksander: Bitwa newska (ros. Александр. Невская битва) –  rosyjski film historyczny z 2008 roku. Film wyświetlany był też w Polsce pod alternatywnym tytułem Aleksander wojownik (tytuł telewizyjny).

## Treść
Pierwsza połowa XIII wieku. Aleksander, książę Nowogrodu, musi stawić czoło licznym wrogom zewnętrznym. Od zachodu zagraża mu inflancka gałąź zakonu krzyżackiego, od północy Szwedzi, a ze wschodu nadciągają tatarskie hordy. Równocześnie niechętni młodemu władcy bojarzy knują zdradę. Aleksander walcząc ze spiskiem w kraju, przygotowuje równocześnie Nowogród do starcia z najeźdźcami. Odnosi wielkie zwycięstwo, które  przejdzie do historii jako bitwa nad Newą.

## Obsada
- Anton Pampusznyj
- Igor Botwin
- Dmitrij Bykowski
- Siergiej Lysow
- Bogdan Stupka
- Julija Galkina